# Johanna Schopenhauerová

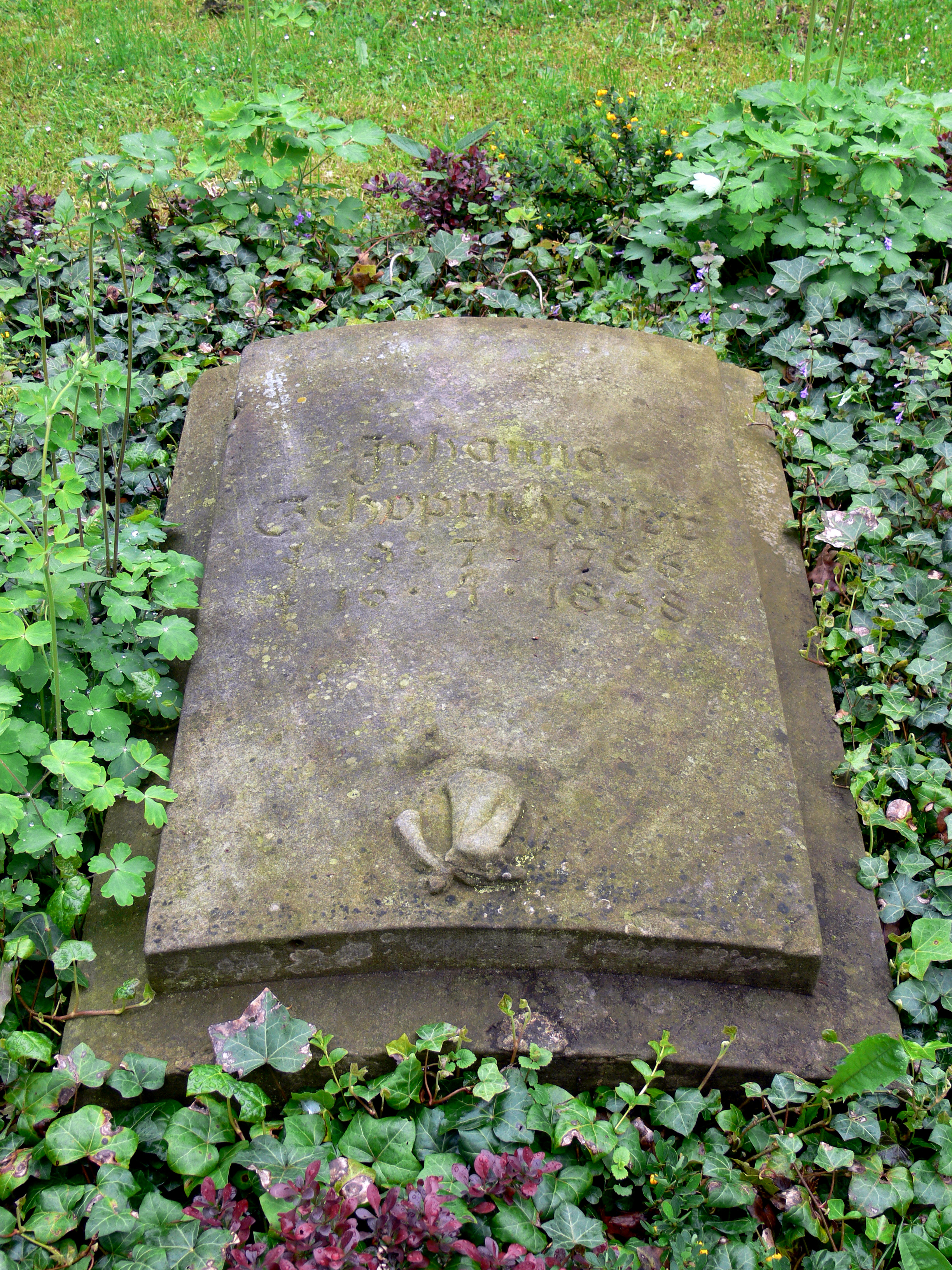
Hrob Johanny Schopenhauerové na hřbitově Johannisfriedhof v Jeně

Johanna Schopenhauerová (rodným jménem Johanna Henriette Trosiener; 9. července 1766 Gdaňsk – 17. dubna 1838 Jena) byla německá spisovatelka, vůdkyně salónů a také matka německého filozofa Arthura Schopenhauera.

## Biografie
Ve 18–19 letech, tj. roku 1785, se vdala za o 20 let staršího gdaňského obchodníka, Heinricha Florise Schopenhauera (1747–1805), se kterým měla dvě děti, Arthura a Adelu. Po smrti svého manžela se vydala tehdy 41letá vdova se dvěma dětmi do Výmaru.
Ve Výmaru udržovala např. přátelství s Johannem Wolfgangem von Goethem a jeho manželkou Christianou Vulpius.